# Ortrand
Ortrand – miasto we wschodnich Niemczech w kraju związkowym Brandenburgia, w powiecie Oberspreewald-Lausitz, siedziba urzędu Ortrand. Położone na Łużycach. W 2014 r. miasto liczyło 2164 mieszkańców. Najbardziej na południe położona gmina kraju związkowego.

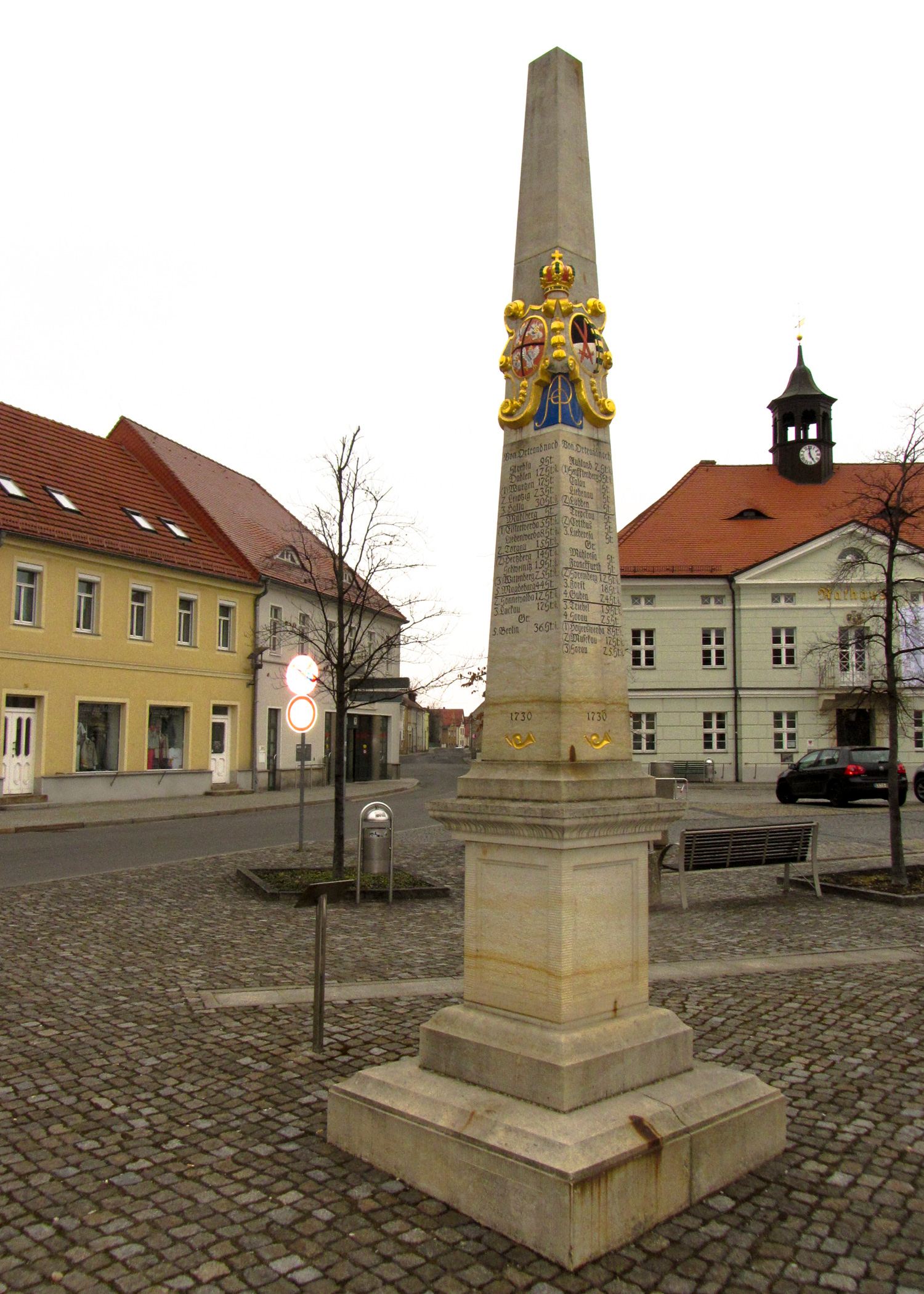
Słup poczty polsko-saskiej z 1730 roku na Rynku

## Historia
W latach 1697–1706 i 1709–1763 miasto leżało w granicach unijnego państwa polsko-saskiego. Pamiątką po tym okresie jest dystansowy słup pocztowy z herbami Polski i Saksonii postawiony za panowania króla Augusta II Mocnego. W 1806 miasto zostało częścią Królestwa Saksonii, połączonego w latach 1807–1815 unią z Księstwem Warszawskim. Na mocy postanowień kongresu wiedeńskiego przyłączone w 1815 do Królestwa Prus. Administracyjnie należało do rejencji merseburskiej prowincji Saksonia (powiat Liebenwerda). W latach 1949–1990 część NRD. W 1990 roku w przeciwieństwie do większości pozostałych przy Niemczech ziem dawnej prowincji Śląsk, został włączony w granicę odtworzonej Brandenburgii, a nie Saksonii. Od 26 kwietnia 2006 Ortrand jest miastem partnerskim Żagania.

## Demografia
| Rok  | Populacja |
| ---- | --------- |
| 1875 | 1 372     |
| 1890 | 1 447     |
| 1910 | 1 638     |
| 1925 | 1 828     |
| 1933 | 1 829     |
| 1939 | 1 910     |
| 1946 | 2 518     |
| 1950 | 2 505     |
| 1964 | 3 143     |
| 1971 | 3 152     |

| Rok  | Populacja |
| ---- | --------- |
| 1981 | 3 049     |
| 1985 | 3 070     |
| 1989 | 2 946     |
| 1990 | 2 839     |
| 1991 | 2 846     |
| 1992 | 2 802     |
| 1993 | 2 776     |
| 1994 | 2 744     |
| 1995 | 2 739     |
| 1996 | 2 740     |

| Rok  | Populacja |
| ---- | --------- |
| 1997 | 2 721     |
| 1998 | 2 716     |
| 1999 | 2 680     |
| 2000 | 2 634     |
| 2001 | 2 601     |
| 2002 | 2 570     |
| 2003 | 2 539     |
| 2004 | 2 544     |
| 2005 | 2 504     |
| 2006 | 2 430     |

| Rok  | Populacja |
| ---- | --------- |
| 2007 | 2 370     |
| 2008 | 2 316     |
| 2009 | 2 295     |
| 2010 | 2 265     |
| 2011 | 2 257     |
| 2012 | 2 213     |
| 2013 | 2 196     |
| 2014 | 2 164     |

## Zabytki
- Słup dystansowy poczty polsko-saskiej z 1730 roku na Rynku
- Kościół św. Jakuba (katolicki) z XVI wieku
- Kościół św. Barbary (luterański) z XVI wieku
- Ratusz
- Dworzec kolejowy

## Ludzie urodzeni w Ortrand
- Lutz Heßlich – kolarz

## Galeria

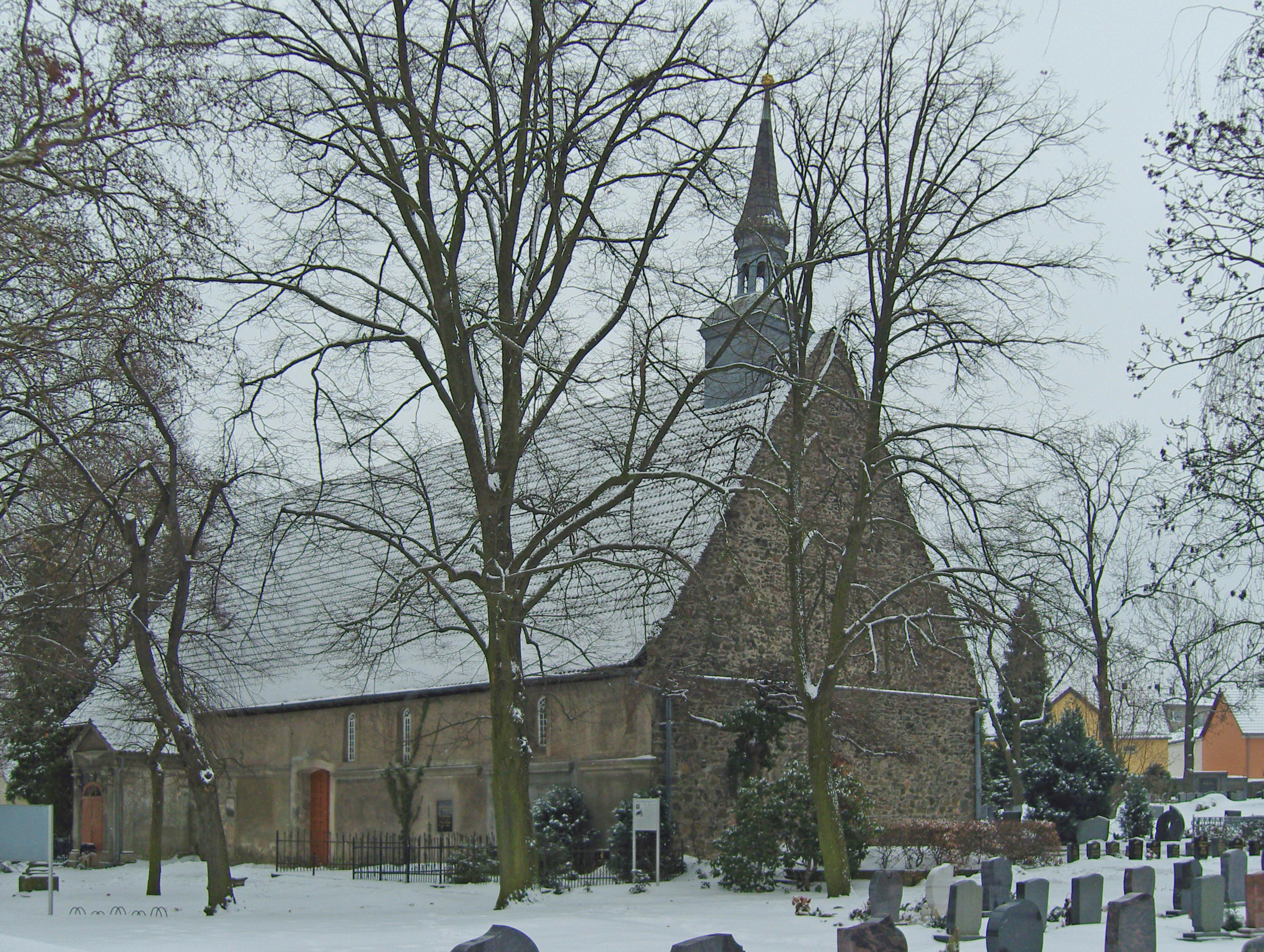
Kościół św. Jakuba
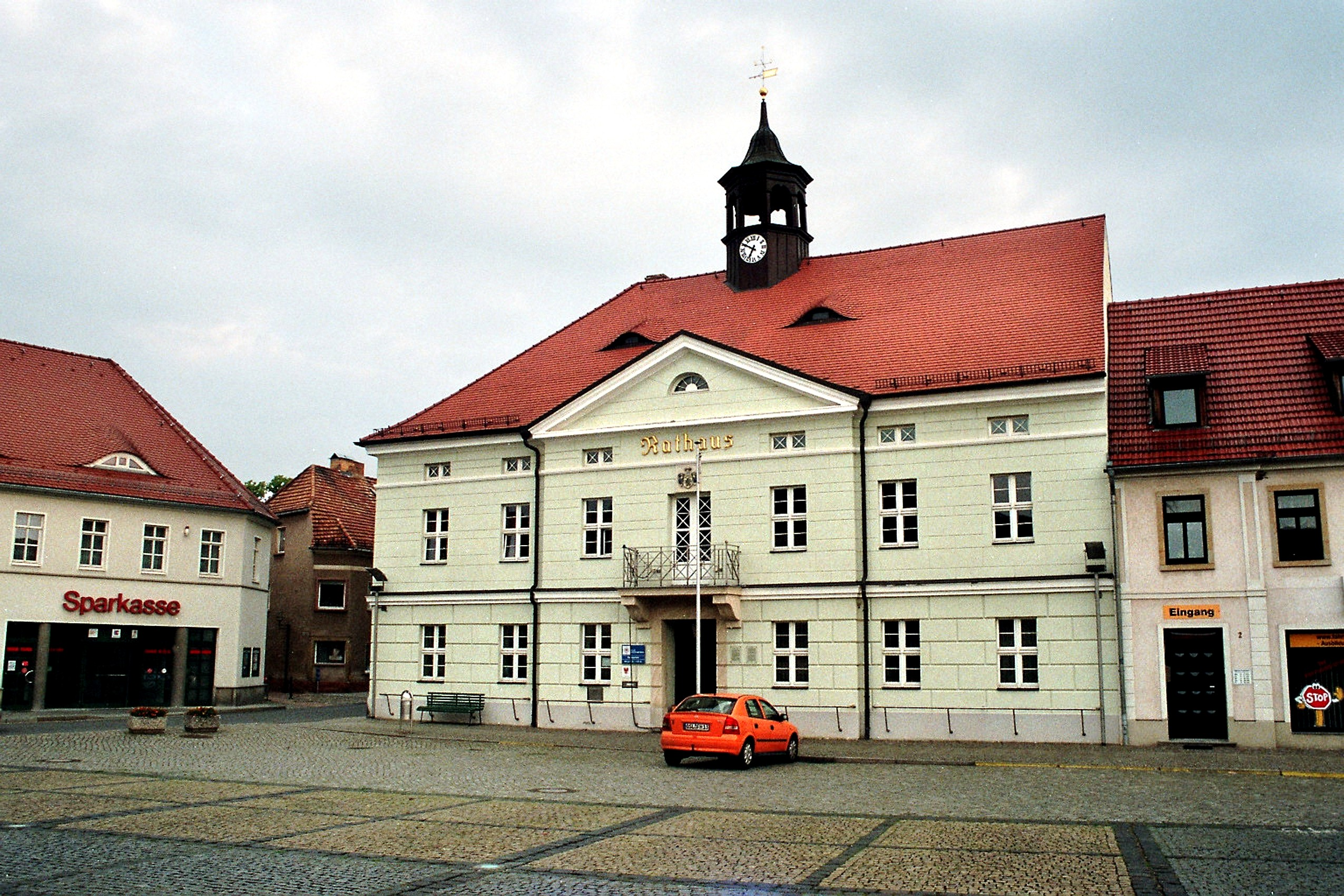
Ratusz
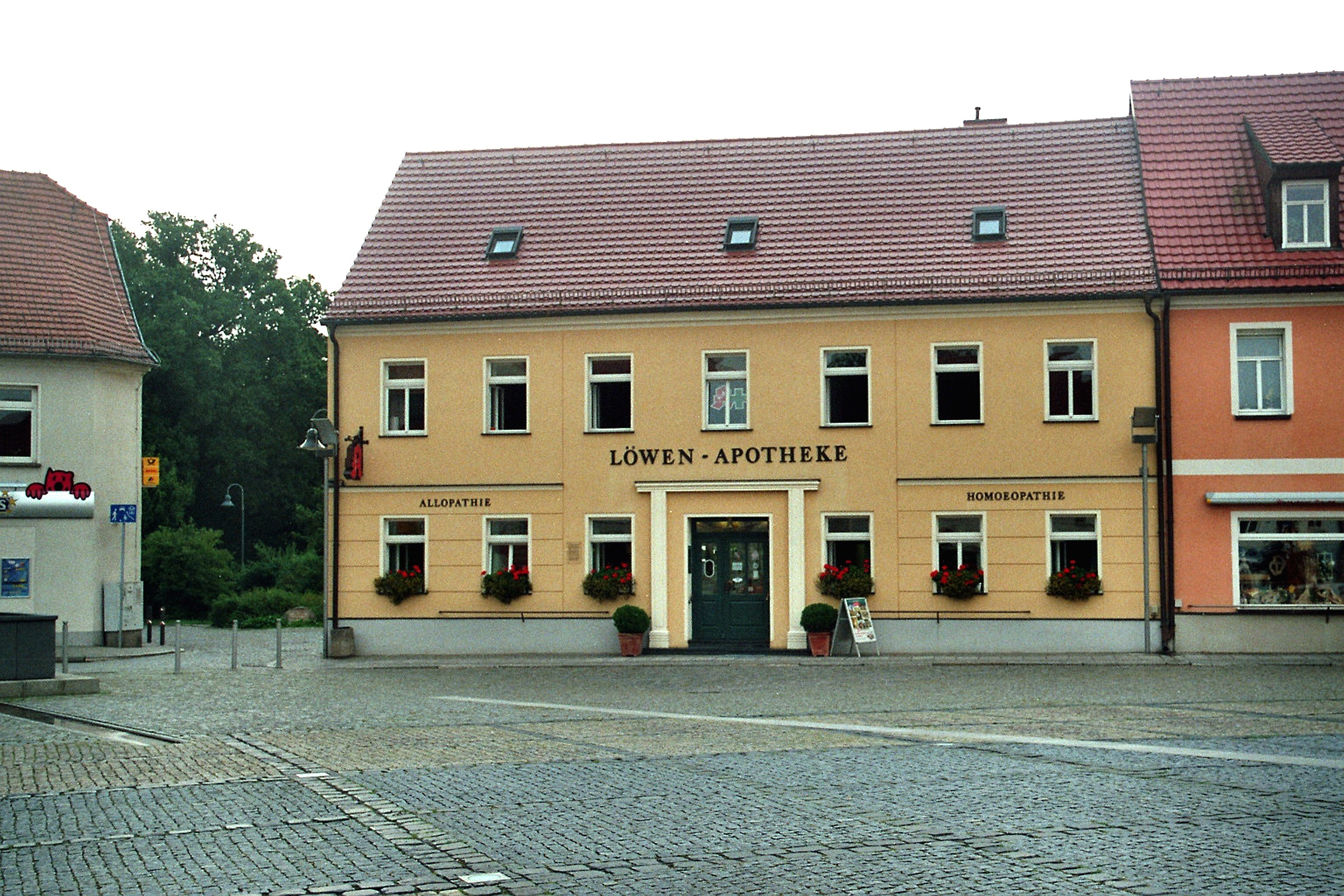
Apteka przy Rynku
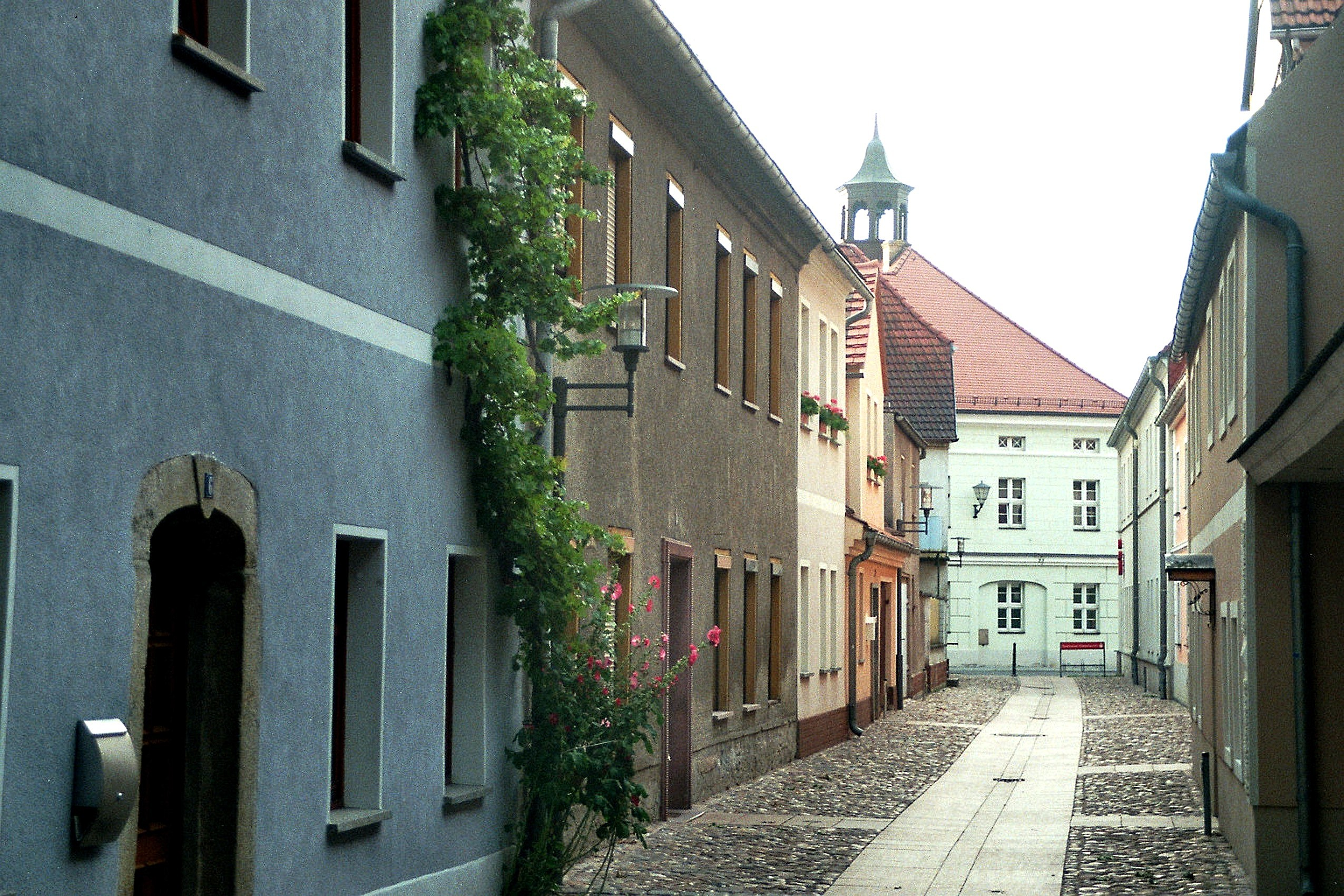
Ulica Kościelna (Kirchgasse)
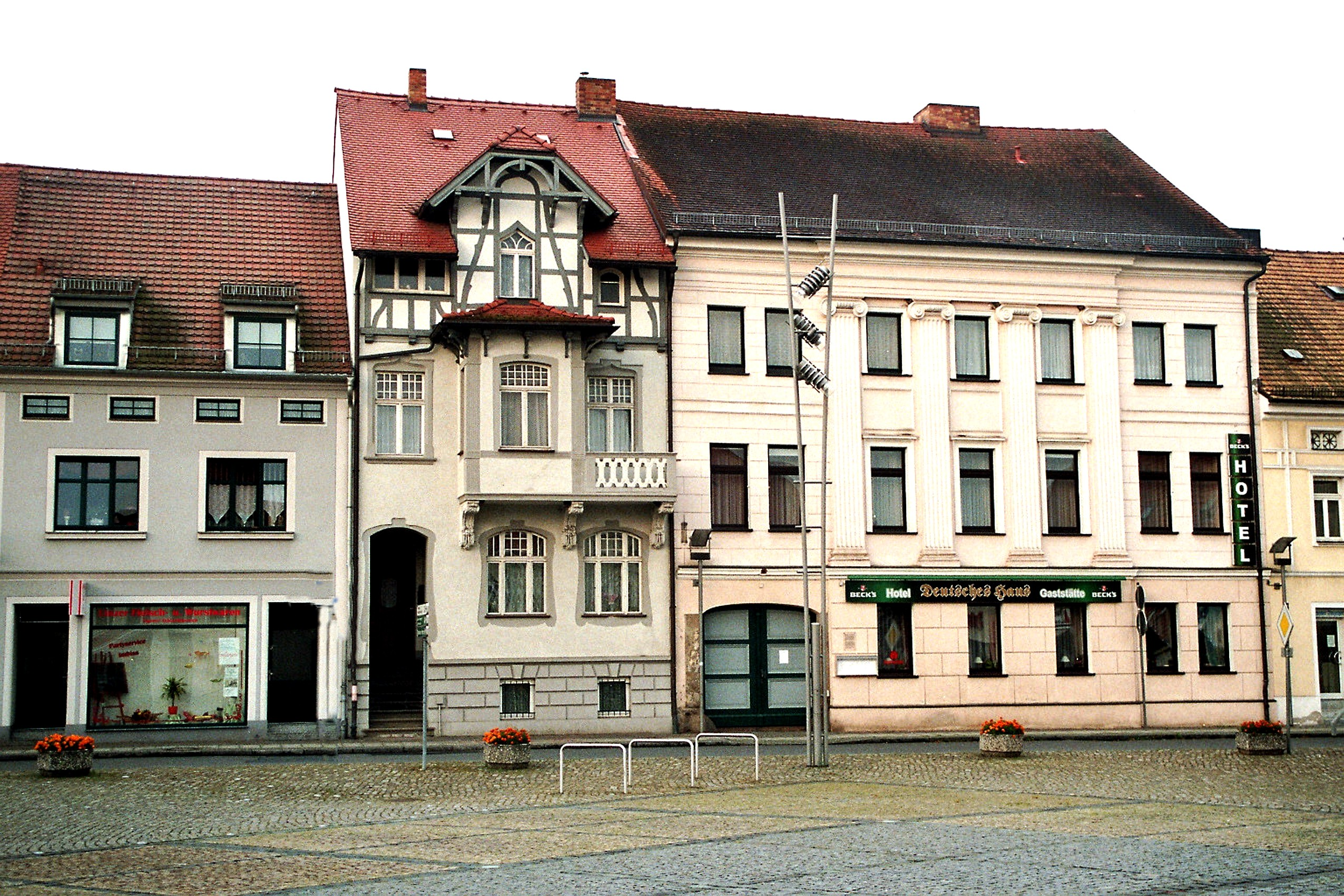
Kamienice przy Rynku
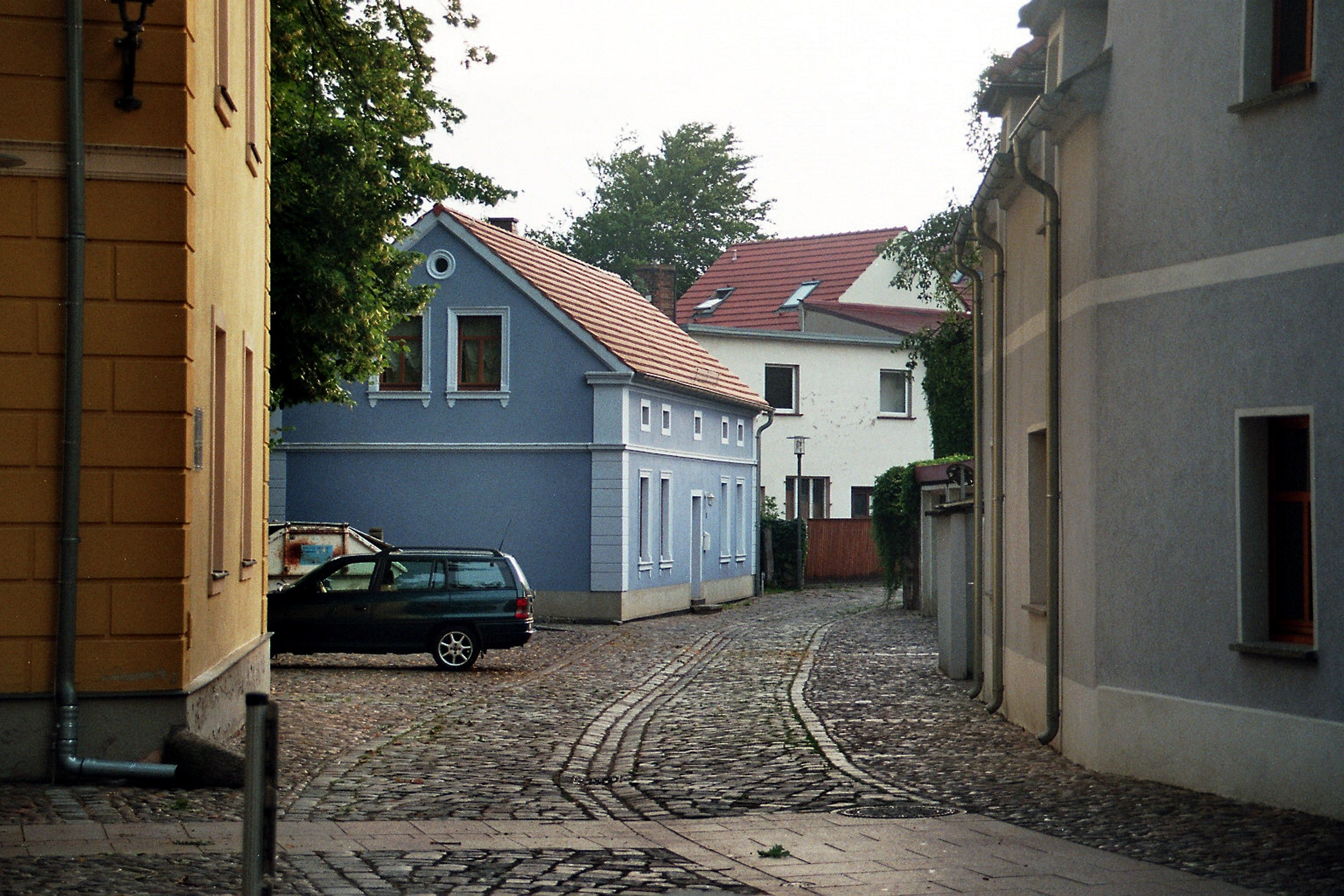
Ulica Szkolna (Schulgasse)
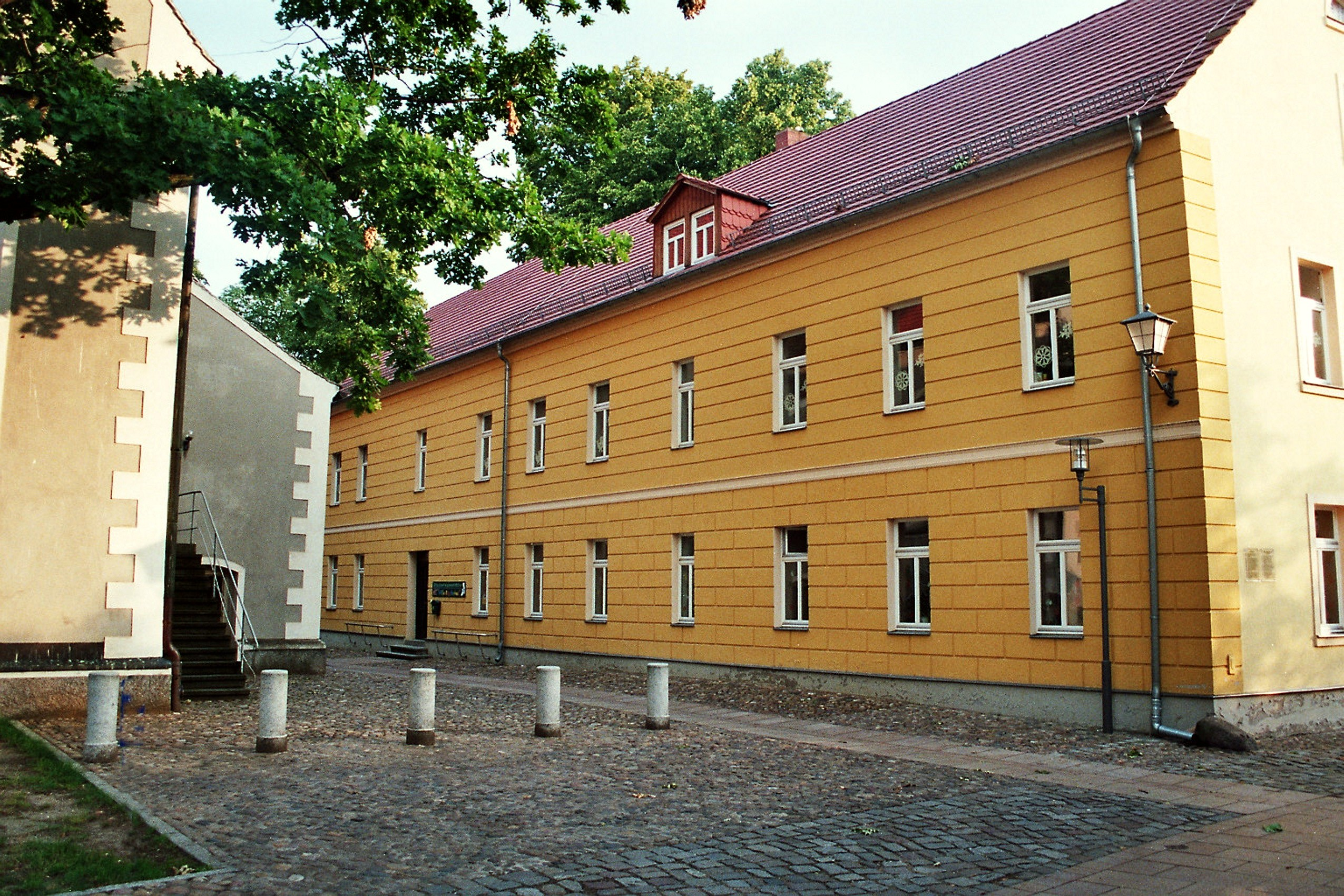
Zabudowa przy Placu Kościelnym
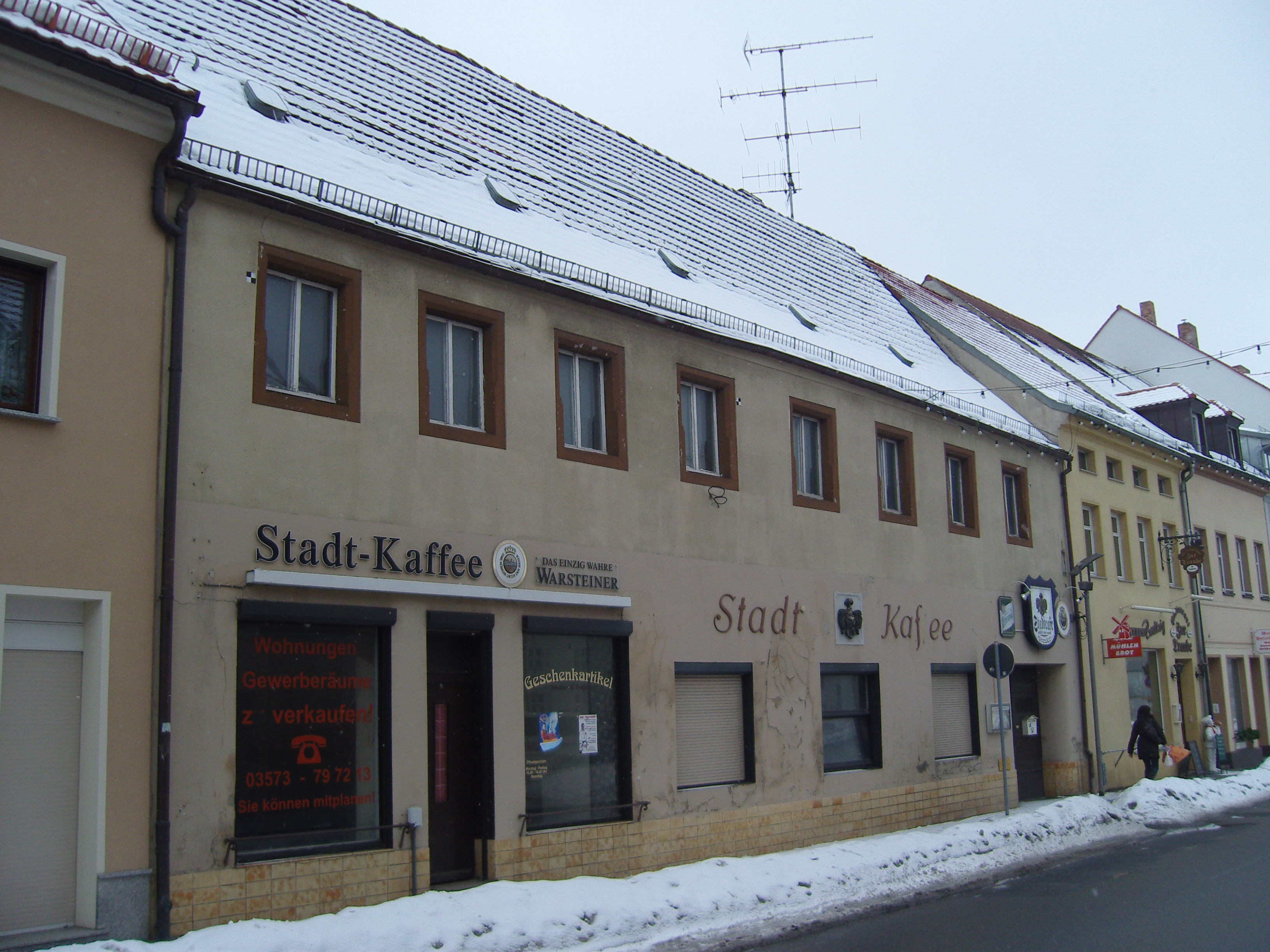
Zabudowa przy ulicy Dworcowej
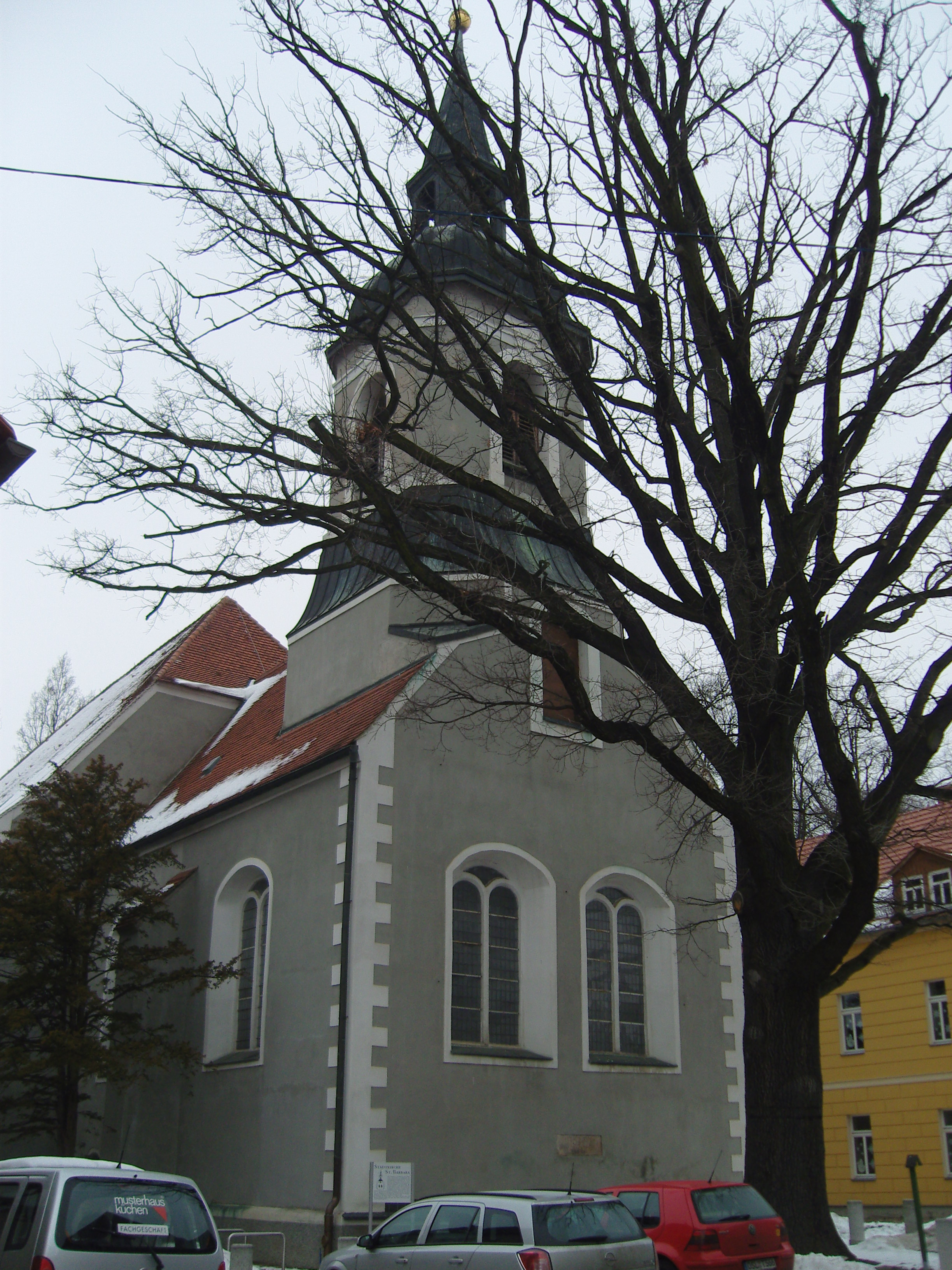
Kościół św. Barbary
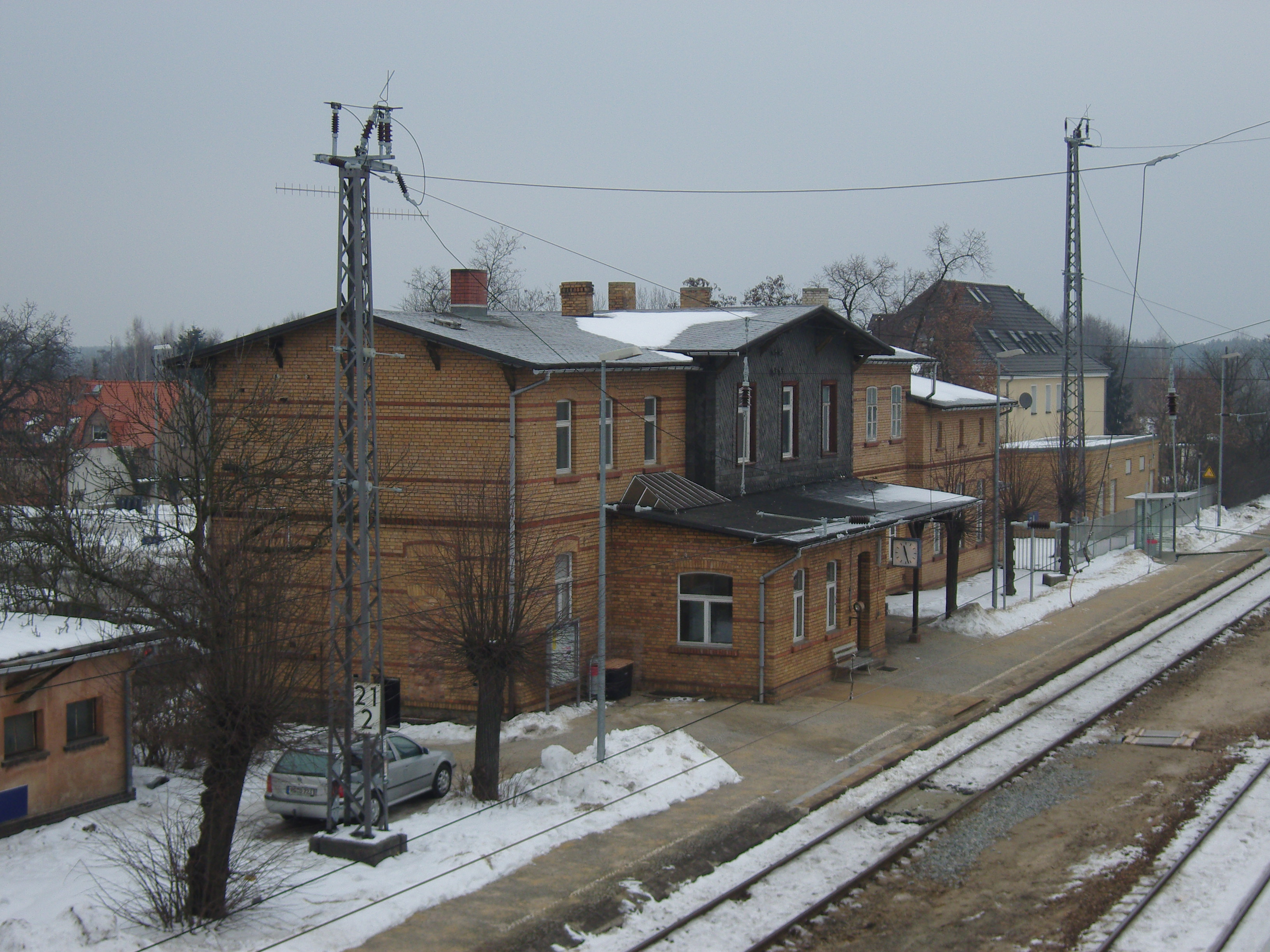
Dworzec kolejowy